# Textielindustrie in Mol
De wolnijverheid en lakenindustrie van Mol vindt haar oorsprong in de 13e eeuw, toen veel schapen graasden op de uitgestrekte heidevelden die de plaats omringden. De bewoners van  het platteland konden tegen lager tarief in thuisarbeid werken dan de bewoners van steden als Herentals en Mechelen. Deze steden vreesden dan ook concurrentie en namen maatregelen om deze concurrentie zo veel mogelijk te beperken.
In 1362 kreeg Mol het recht om weekmarkten en een jaarmarkt te organiseren, alwaar de wol, de garens en de stoffen verhandeld werden. In de 15e eeuw was er een neergang en moest er gewerkt worden aan kwaliteitsverbetering. In 1487 kreeg Mol het draperieprevilege van Maximiliaan van Oostenrijk. Dit hield in dat er keurmeesters werden aangesteld en deze voorzagen het goedgekeurde laken van het zegel van de Voogdij, terwijl het afgekeurde laken in beslag werd genomen. Vanaf 1579 brachten de militaire troebelen van de Tachtigjarige Oorlog de lakenindustrie in moeilijkheden, maar de thuiswerkers bleven produceren voor fabrikeurs afkomstig uit Mol en elders.
Na 1750 raakte de Molse wollenstoffenindustrie in een stroomversnelling. Het aantal thuiswerkers in de Voogdij nam toe van 65 in 1748, via 1000 in 1795 tot 2400 in 1810, waarna het weer afnam tot 1000 in 1830. Tijdens de Napoleontische tijd werd dan ook een hoogtepunt bereikt. De bekendste fabrikantenfamilies waren: Vanderveken, Van Hoof, Bongaerts, Dillen, Knaeps, Verbraeken, Belmans, Verhaegen, Gallet, Van Tongel, Ooms, en Meeus. Op de grens met Geel werd een volmolen gebouwd. Na de val van Napoleon werd de concurrentie van uit Engeland afkomstige stoffen zeer heftig, en daar werden reeds stoommachines gebruikt.
Ook Tilburgse fabrikanten kwamen naar Mol. Tot dezen behoorden leden van de families Van der Schoot en Tuerlings. Ook Gerard van Dooren kwam naar Tilburg waar hij een wolbedrijf startte en trouwde met Maria Catharina Opdebeeck. Na het overlijden van zijn vrouw en zoontje trok hij in 1807 terug naar Tilburg. Er groeide overigens nu een rijke klasse van lakenfabrikanten ontstaan, met de familie Dillen als rijkste. Deze werkte als onderaannemer voor de onderneming De Heyder te Lier. Het tiental families, dat fraaie herenhuizen bewoonde, verschafte ook kapitaal voor de zilverzandwinning welke na 1860 opkwam. De thuiswerkers en arbeiders verdienden zo weinig dat ze tegen de grens van overleven aan liepen. Er was weinig verzet. In 1789 was er de Brabantse Omwenteling en werd het huis van de familie Dillen geplunderd. Ook in 1830 waren er rellen met een sociale achtergrond, met de Belgische Opstand als achtergrond. Dit had te maken met de mechanisatie, want de uit Chaudfontaine (bij Verviers) afkomstige fabrikant Jan Pirson had een Spinning Jenny aangeschaft en deze werd door een aantal arme spinners kapotgeslagen. In 1834 was nog een kwart van de bevolking werkzaam in de wolindustrie, waren er 67 lakenmakerijen naast twee blauwververijen, twee hoedenmakerijen en een verfhoutmoloen.

## Mechanisering
De concurrentie vanuit Verviers nam echter toe, en daarmee ook de armoede. De mechanisatie zette laat door. Pas in 1862 kwam de eerste stoommachine en wel bij de firma Cools. Daarna drong de mechanisatie verder door, al bleef de thuisweverij nog lang voortbestaan, en wel tot 1938. In 1921 kwam er een dieselmotor bij de firma Peten. De families Krings, Peten, Van Hoof en Van Dooren bezaten fabrieken met stoommachines en hadden ook contact met de fabrikanten uit Verviers, waar moderne fabrieken stonden. Men sprak er Frans. Vooral de familie Van Hoof speelde een rol in de gemeentepolitiek en zou later drie burgemeesters leveren. De fabriek van Van Hoof stond op de plaats waar tegenwoordig het cultureel centrum "'t Getouw" te vinden is, aan de Molse Nete, het riviertje waarin de wol gewassen werd.
Na de Eerste Wereldoorlog was de nijverheid bloeiende. Mol kende vijf fabrieken:
- Krings, een dekenfabriek
- Van Iersel, een spinnerij, met 180 medewerkers
- Van Dooren, voor spinnen, weven, verven en apprêteren, met 125 mensen in dienst. Specialiteit waren jacquarddekens en veel werd naar Belgisch-Congo geëxporteerd
- Van Hoof, voor liturgische kledij
- Peten, een familie van wolhandelaars en -verwerkers. Het "washuisje" aan de Molse Nete is het overblijfsel van deze fabriek.

Louis van Dooren, kleinzoon van Gerard, kwam in 1899 vanuit Tilburg naar Mol en nam het goed over van de lakenmakersfamilie Verboven. In 1903 startte hij met de productie. Er kwamen moderne textielmachines, met stoomkracht aangedreven. In 1910 kwam er een jacquardgetouw. Louis stierf in 1918 en zijn zoon Jules van Dooren nam de fabriek over. Hij stierf in 1951. Nieuwe familieleden kwamen aan het bewind, maar niet voor lange tijd, want al spoedig begon de neergang in de wolindustrie, en in 1970 sloot de fabriek.
Ook de andere Molse wolfabrieken bestaan niet meer.

## Externe bron
- Geschiedenis van de wolindustrie in Mol